# Barcos de Salme
Los barcos de Salme son dos embarcaciones de origen escandinavo construidos con casco trincado descubiertos en 2008 y 2010 cerca de la aldea de Salme en la isla de Saaremaa, Estonia. Ambas naves fueron utilizadas como barcos funerarios en la Edad de Hierro Nórdica(700-750) y contenían los restos de más de 40 guerreros muertos en batalla, así como numerosas armas y otros artefactos.

## Descubrimiento y excavación

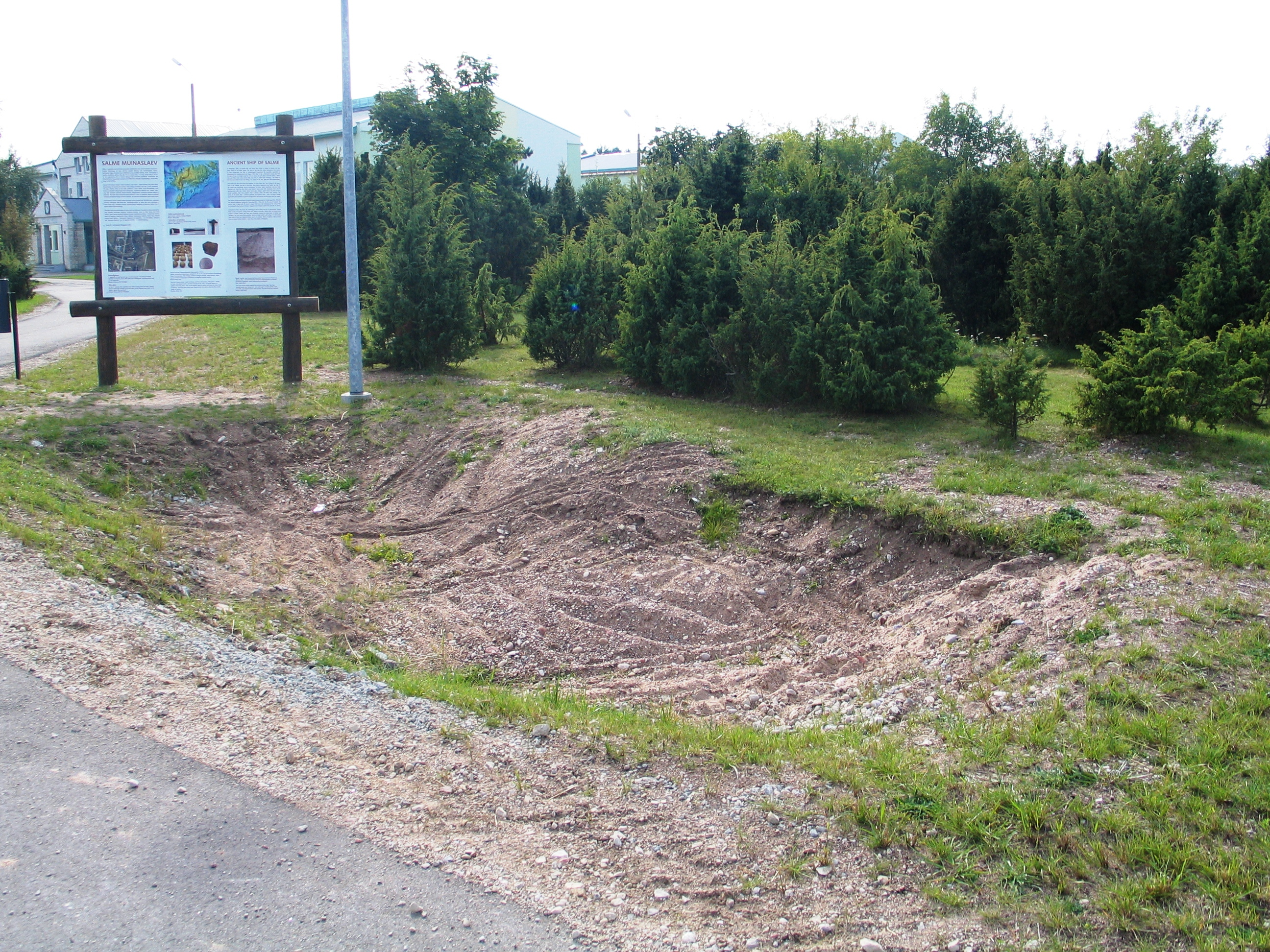
El sitio de uno de los barcos de Salme.

El primer barco fue descubierto en el 2008 durante la remoción de tierras para la construcción de infraestructura. Desde entonces empezó la expedición arqueológica. El segundo barco fue descubierto en el 2010. Es posible que al menos otro barco todavía no haya aparecido. Los barcos estaban ubicados cerca de la costa antigua, a unos 1,5 metros sobre el nivel del agua. La ubicación es de 230 metros desde la costa actual y 4 metros sobre el nivel del agua actual.

### Descripción
Ambas naves Salme están construidas con casco trincado y los arqueólogos han estimado que su tiempo de construcción debió ser de 650-700 AD en Escandinavia. Hay señales que indican que han sido reparadas durante décadas, antes de hacer su viaje final. Uno de los barcos tiene 11.5 metros de largo y 2 metros de ancho, el segundo mide más de 17 metros de largo y 3 metros de ancho. Ninguno de ellos tenía mástil o velas, y se las había utilizando remando para distancias cortas a lo largo de la costa del mar Báltico, o entre islas, o directamente a través del Báltico, ya que remar largas distancias ha demostrado ser a factible una y otra vez en los tiempos modernos. Esto también se indica con la palabra en nórdico antiguo para la distancia a través del agua "vikusjö vikja" es la distancia a la fila antes de cambiar los remeros, una distancia de aproximadamente 7,8 km.

### Restos humanos
Se descubrieron restos de esqueletos de al menos 42 individuos entre los dos barcos. La mayoría de ellos pertenecían a hombres de 30 a 40 años que habían muerto en la batalla. El análisis de algunos de los dientes, combinado con el diseño de los artefactos enterrados, sugiere que los hombres procedían del centro de Suecia. El barco más pequeño contenía los restos de siete individuos y había al menos 36 personas enterradas en cuatro capas en el gran barco.

### Bienes funerarios

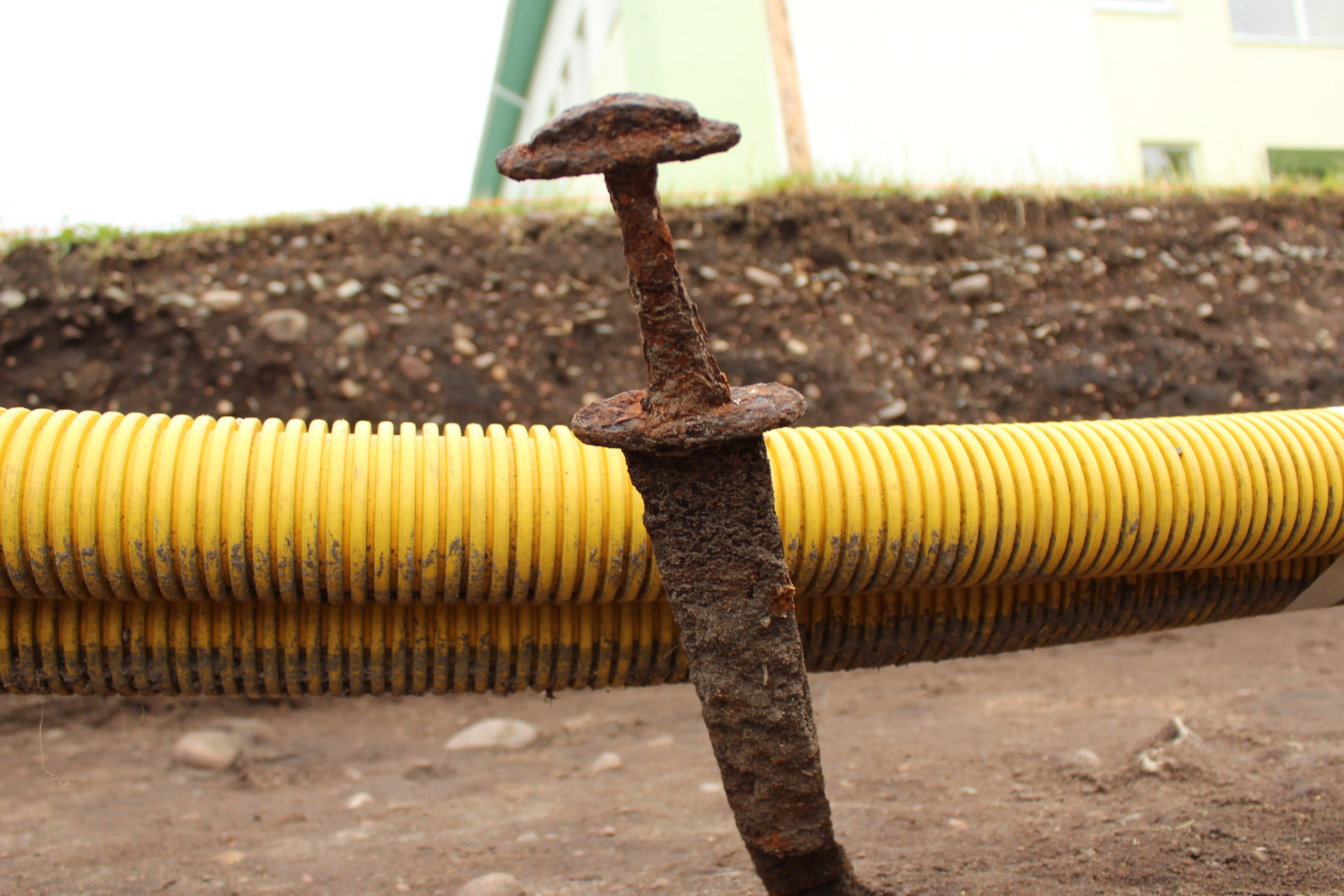
Una espada del barco funerario del en Salme en la isla de Saaremaa.

En el entierro se encontraron fragmentos de más de 40 espadas de varios tipos, restos de escudos, puntas de lanza y docenas de puntas de flecha. La mayoría de ellos habían sido deformados deliberadamente, tal vez para desalentar el robo de la tumba.
Los objetos más pequeños incluían una pequeña hacha, de hueso con adornos, un collar con garras de oso, y cientos de piezas de juego, entre ellas seis dados, hechas de hueso de ballena y cornamenta. También se encontraron con los restos óseos de dos perros sacrificados ritualmente, así como halcones utilizados para la cetrería.

## Huellas de lucha
En muchos esqueletos se aprecian rastros de heridas causadas por espadas, incluidas heridas terminales. También se encontraron rastros de heridas infligidas con flechas lanzadas con el arco. Algunos cadáveres también tienen signos que indican haber sufrido una decapitación. Sin embargo, fueron enterrados con respeto, arreglando las partes cortadas en la posición anatómica. Además, las puntas de flecha se encontraron en los restos de los lados del barco, aparentemente atrapadas durante la pelea.

## Interpretaciones
Según una interpretación temprana ofrecida por Jüri Peets, el arqueólogo principal del sitio, los barcos y los muertos son de origen escandinavo. De acuerdo con el escenario más probable, un grupo de guerra de escandinavos intentó llevar a cabo una incursión contra los osilianos — habitantes estonios de la isla de Saaremaa—, pero fueron atacados por barcos de osilianos. Los lados de las dos naves contienen numerosas puntas de flecha incrustadas, algunas de las cuales son del tipo de tres puntas utilizadas para transportar material y poder incendiar naves enemigas. Después de conseguir perder remeros a los arqueros estonios, los invasores encallaron sus barcos e intentaron defenderse detrás de ellos. Parece que después de la batalla, los osilianos permitieron que los sobrevivientes o algún otro grupo de escandinavos enterraran ritualmente a sus muertos. El entierro es inusual porque los barcos no fueron cubiertos con montículos de tierra. El sitio fue finalmente olvidado por los habitantes locales después de que había sido cubierto por la arena y vegetación. La incursión-hipótesis ha llevado a la cuestión de cuándo comenzó exactamente la Era Vikinga. El evento de Salme tuvo lugar 50-100 años antes que la infame incursión de los vikingos sobre el monasterio de Lindisfarne en Inglaterra en el verano del año 793.
La interpretación original fue cuestionada después de que se descubriera el segundo barco, más grande, en 2010. Es probable que los restos humanos en él pertenecieran a individuos de noble cuna, como lo demuestra la gran cantidad de costosas empuñaduras de bronce y la completa falta de armamento asociada con los plebeyos. La presencia de perros y halcones utilizados para la cetrería indica que el propósito original del viaje a Estonia pudo haber sido de ocio o de diplomacia. Peets sugiere que los hombres pudieron venir de un viaje desde Suecia para forjar una alianza o establecer vínculos de parentesco, cuando las partes opuestas se organizaron contra ellos. USA Today, ed. (27 de julio de 2016). «Ancient ships of death: Were they on a mission of politics or plunder?». Consultado el 21 de febrero de 2018.